# Rameau auriculaire du nerf vague
Le rameau auriculaire du nerf vague est la branche du nerf vague qui assure l'innervation sensorielle de la peau du conduit auditif et du pavillon de l'oreille.

## Trajet
Le rameau auriculaire du nerf vague naît du ganglion supérieur du nerf vague, et est rejoint peu après son origine par un filament du ganglion pétreux du nerf glosso-pharyngien. Il passe derrière la veine jugulaire interne et pénètre dans le canalicule mastoïdien situé sur la paroi latérale de la fosse jugulaire.
Il passe dans l'épaisseur de l'os temporal puis traverse le canal du nerf facial au-dessus du foramen stylo-mastoïdien où il rejoint le nerf facial par une branche ascendante.
Le nerf atteint la surface en passant par la fissure tympano-mastoïdienne entre le processus mastoïdien et la partie tympanique de l'os temporal, et se divise en deux branches : l'une rejoint le nerf auriculaire postérieur et l'autre innerve l'arrière du pavillon de l'oreille et la partie postérieure du conduit auditif.

## Clinique
Ce nerf peut être impliqué dans la tumeur du glomus jugulaire.
Le cancer du larynx peut se manifester par une douleur, projetée derrière l'oreille et dans l'oreille, transmise par le nerf vague au rameau auriculaire.
Chez une petite partie des individus, le nerf auriculaire est la branche afférente du réflexe d'Arnold provoquant une toux par la stimulation physique du méat acoustique externe. Rarement, lors de l'introduction du spéculum dans l'oreille, des patients ont présenté une syncope due à la stimulation de la branche auriculaire du nerf vague.